# Robert Mermoud
Robert Mermoud (* 13. Oktober 1912 in Eclagnens; † 2. Februar 2005 in Lausanne) war ein schweizerischer Musiker und Komponist, sowie Ehrenbürger von Eclagnens.
Er ist der Sohn eines Landwirts und wurde zunächst Lehrer. Neben seinem Beruf studierte er dann in Theorie, Gesang und Dirigieren sowie Komposition. 1946 kam er auf das Basler Konservatorium, 1947 bekam er es sein Diplom als Dirigent. Von 1948 bis 1965 war er Lehrer am Collège de Montreux und Gründer des Le Petit Chœur Du Collège De Montreux. Als Chorleiter arbeitete er mit Ernest Ansermet und Carl Schuricht zusammen. Mit dem von ihm gegründeten Chor des Théâtre du Jorat bestritt er über 250 Vorstellungen.
Er bearbeitete für das Schweizerische Gesangfest 1973 in Zürich das Tessiner Lied Quel Mazzolin Di Fiori für Männerchor.
Er war seit 1934 mit der Musikerin Suzanne Moret verheiratet.